# Seegefecht beim Dänholm
Das Seegefecht beim Dänholm  fand während des Dänisch-Hanseatischen Krieges (Krieg der Kalmarer Union gegen die Hanse) am 8. Mai 1429 bei der Insel Dänholm im Strelasund bei Stralsund statt und endete mit einem Sieg der Stralsunder über eine dänisch-schwedische Flotte.

## Vorgeschichte
Der wegen des Sundzolls 1426 ausgebrochene Dänisch-Hanseatische Krieg stellte Pommern vor die Zerreißprobe. Die meisten Greifen-Herzöge unterstützten den mit ihnen verwandten König Erich von Pommern oder brachten ihm doch zumindest "wohlwollende Neutralität" entgegen. Demgegenüber waren die pommerschen Städte Stralsund, Anklam, Greifswald usw. Mitglieder des Wendischen Viertels der Hanse. Anders als Stralsund erklärten sich Greifswald und Anklam mit Rücksicht auf ihre pommerschen Landesherren für neutral und wurden dafür zwischenzeitlich aus der Hanse ausgeschlossen ("verhanset").
Stralsund war keine freie reichsunmittelbare Stadt, sondern gehörte formal zum Herzogtum Pommern-Barth. Dennoch kam es, dass Stralsunds Landesherr Barnim VIII. die dänisch-schwedische Flotte im Jahr 1427 im Öresund gegen die Hanse führte, während Stralsunder Schiffe 1428 an der Vernichtung der dänischen Flotte im Hafen von Kopenhagen beteiligt waren. Ohne ihren Ehemann König Erich zu konsultieren, organisierte Königin Philippa einen Vergeltungsangriff und stellte dafür eine neue, vor allem aus schwedischen Schiffen bestehende Flotte auf, die sie mit besonders erfahrenen dänischen und schwedischen Söldnern und Seeleuten bemannte. Als Ziel der Strafexpedition bestimmte Philippa ganz bewusst Stralsund. Bei der Bestrafung der unbotmäßigen Stadt glaubte Philippa, sowohl im Sinne König Erichs als auch Herzog Barnims zu handeln, da beide die Beteiligung Stralsunds an der feindlichen Allianz als Verrat ansahen.

## Das Gefecht

### Dänischer Angriff auf Stralsund
Im Frühjahr 1429 segelte eine dänisch-schwedische Flotte von 70 bis 80 kleinen und großen Schiffen, bemannt mit 1.400 Bewaffneten, unter dem Befehl von Kurd von dem Hagen (Kurt/Curt von Hagen) unbemerkt durch den Gellenstrom und erschien am frühen Morgen des Himmelfahrtstags 1429, dem 4. Mai, überraschend vor Stralsund. Es gelang den Angreifern, die Warenlager und Schiffe im Hafen zu plündern und die sundischen Schiffe teilweise zu kapern und entführen und teilweise in Brand zu setzen, aber ihr Versuch, die Stadt selbst einzunehmen, wurde abgewehrt. Am Abend segelten sie nach Süden weiter, da ihnen der Wind nur diesen Weg offen ließ. Sie verwüsteten die Gegend um Stahlbrode und ankerten dann, vom starken Nordwind gezwungen, bei der kleinen Insel Ruden im Greifswalder Bodden. Danach segelten sie weiter nach Wolgast und ankerten im Hafen dieser von Pommerns Herzögen kontrollierten Stadt.

### Stralsunder Gegenangriff
In den zwei Tagen, die sich die Dänen mit Plündern und Brandschatzen beschäftigten, liefen sechs große und bewaffnete sundische Kauffahrteischiffe von Lübeck und Wismar in Stralsund ein. Der Stralsunder Bürgermeister Nikolaus von der Lippe überzeugte die Bürger der Stadt, diese Schiffe noch stärker zu bewaffnen und mit ihnen den Dänen auf deren Rückweg aufzulauern. Man bemannte also diese sechs Schiffe sowie die noch fahrbereiten Schiffe im Hafen und alle verfügbaren Fischerboote und wartete hinter der Insel Strale. Als dann am Montag, dem 8. Mai, der Wind nach Südosten umsprang und die Dänen mit ihm an der Stadt vorbeisegeln wollten, griffen die Stralsunder so plötzlich an, dass sie schon in der ersten Überraschung einige große Schiffe kapern konnten. Viele der kleineren dänischen Schiffe gerieten im Durcheinander auf Grund und mussten aufgegeben werden. Die dänische Flotte wurde teils erobert, teils vernichtet und teils zerstreut. Selbst das Flaggschiff wurde erobert, aber es gelang den Dänen an Bord, das Stralsunder Prisenkommando zu überwältigen und nach Kopenhagen zu fliehen. Insgesamt verloren die Dänen außer den Gefallenen mehr als 300 Gefangene.

## Folgen
Unter Vermittlung von Barnims Bruder Swantibor II. schloss im Dezember 1430 Stralsund einen Separatfrieden mit König Erik. Rostock hatte bereits im August das Gleiche getan. Erst 1435 schlossen die übrigen Städte den Frieden von Vordingborg mit Erik.

## Zweifel am Ort der Schlacht
Der pommersche Historiker Gustav Kratz bestritt im 19. Jahrhundert, dass die Insel Dänholm ihren Namen erst 1429 nach der Schlacht gegen die Dänen bekam, schon 1288 sei für die Insel Strale der Name Deneholm beurkundet gewesen. Überhaupt sei zweifelhaft, dass die Schlacht vor Stralsund stattgefunden habe, denn der pommersche Chronist Thomas Kantzow habe bereits im 16. Jahrhundert die Schlacht nicht am Dänholm, sondern in der Peenemündung lokalisiert, wo es ebenfalls eine Insel namens Dänholm gibt.